# Empire d'Albany
Stade
L'Empire d'Albany (en anglais : Albany Empire) était une équipe professionnelle de football américain en salle (arena football) basée à Albany, New York, qui a joué au sein de l'Arena Football League (AFL) en 2018 et 2019. Elle disputait ses matchs à domicile au Times Union Center.
L'Empire est la troisième équipe de football américain en salle d'Albany et la deuxième équipe AFL; elle succède aux Firebirds d'Albany qui ont commencé à jouer en AFL en 1990 et ont connu un grand succès (notamment le gain de ArenaBowl XIII) avant de s’installer à Indianapolis après la saison 2000. Plus tard, le Conquest d'Albany a joué en AF2 de 2002 à 2009 (en prenant le nom de Firebirds pour la dernière saison).

## Histoire
Après le déménagement des Devils d'Albany de la Ligue américaine de hockey (LAH) à Binghamton, le Times Union Center n’a plus de locataire à temps plein. Le 14 mars 2017, le directeur général du Centre, Bob Belber, a confirmé qu'il était dans les premières discussions pour ramener une équipe de l'AFL à Albany.
Le 24 octobre, la nouvelle équipe d'Albany est officiellement nommée membre de l'AFL pour la saison 2018. Le groupe de propriété local (dirigé par George Randolph Hearst III) s'associa avec les dirigeants du Soul de Philadelphie (qui comprend Ron Jaworski, Dick Vermeil, Marques Colston et Jahri Evans, entre autres) pour gérer les opérations commerciales des deux équipes, les opérations de football restant séparées. C’est la deuxième fois que l’AFL annonce deux équipes à propriété et gestion communes mais ayant des activités de football distinctes, puisque le Valor de Washington et le Brigade de Baltimore sont toutes deux détenues et exploitées par l’homme d’affaires de la région de DC, Ted Leonsis, mais concurrentes et entraînées séparément.  Le 7 novembre, Rob Keefe est entraîneur-chef. Le 9 novembre, l'Albany équipe a annoncé que les quatre nom de l'équipe finalistes étaient Empire, Fire, Machine et Phoenix. Le vote termine le 15 novembre et le nom de la gagnante est annoncée le 23 janvier 2018, comme Empire d'Albany.
L'équipe joue son premier match le 14 avril 2018, et perd à la maison contre le Soul de Philadelphie 56-35, devant une salle comble de 13 648 spectateurs.

## Les joueurs

### Liste actuelle
| Quarterbacks - 4 Tommy Grady - 6 Kyle Rowley Fullbacks - 9 Mykel Benson Wide receivers - 81 Joe Hills - 7 Malachi Jones - 11 Collin Taylor - 18 Jordan Williams | Offensive linemen - 68 Ryan Cave - 75 Hayworth Hicks - 72 Bret Piekarski - 93 Moqut Ruffins Defensive linemen - 3 Darryl Cato-Bishop - 99 Nick Seither - 91 Brandon Sesay - 50 Derrick Summers - 1 Joe Sykes | Linebackers - 13 Wesley Mauia - 8 Terence Moore Defensive backs - 12 Arkeith Brown - 21 Marrio Norman - 5 Terrance Smith - 10 Varmah Sonie Kickers - 19 Kenny Spencer | Liste des blessés - -- Paul Browning WR (IR) - 12 Mike Fafaul QB (IR) - 24 Arthur Hobbs DB (IR) - -- Erick McIntosh DB (IR) - 14 Al Phillips DB (IR) - 5 Brandon Stephens DB (IR) Suspendus par la ligue - 45 Brian Brikowski DL (Susp.) - 2 Greg Carr WR (Susp.) - -- Julian Talley WR (Susp.) |
| | | | |
| | | | |
| | | | |

### L'entraîneur en chef
| Nom       | Terme        | De la saison régulière | De la saison régulière | De la saison régulière | Séries éliminatoires | Séries éliminatoires | Prix |
| Nom       | Terme        | W                      | L                      | Gagner%                | W                    | L                    | Prix |
| --------- | ------------ | ---------------------- | ---------------------- | ---------------------- | -------------------- | -------------------- | ---- |
| Rob Keefe | 2018–présent | 8                      | 4                      | .667                   | 1                    | 1                    |      |